# Ronnie Rowe
Ronnie Fitzroy Rowe Jr., acreditado profesionalmente como Ronnie Rowe o Ronnie Rowe Jr., es un actor de cine y televisión canadiense. Es más conocido por su papel cinematográfico como el personaje principal en Black Cop, por el que ganó el premio del Círculo de Críticos de Cine de Vancouver al Mejor Actor en una Película Canadiense en los Premios del Círculo de Críticos de Cine de Vancouver 2017, y su papel recurrente como el teniente R.A. Bryce en la serie de televisión Star Trek: Discovery.
Tuvo un papel importante en la serie dramática The Porter. La serie se centra en un grupo de trabajadores ferroviarios de la década de 1920 que se unen para formar el primer sindicato negro del mundo y retrata a la comunidad negra de St. Antoine, Montreal, que en ese momento era conocida como el "Harlem del Norte". Los personajes son de Canadá, el Caribe y los EE. UU. y llegaron a la comunidad a través del Ferrocarril Subterráneo y durante la Gran Migración.